# Lépaud
Lépaud é uma comuna francesa na região administrativa da Nova Aquitânia, no departamento de Creuse. Estende-se por uma área de 24,12 km². Em 2010 a comuna tinha 369 habitantes (densidade: 15,3 hab./km²).